# Dumbsdorf

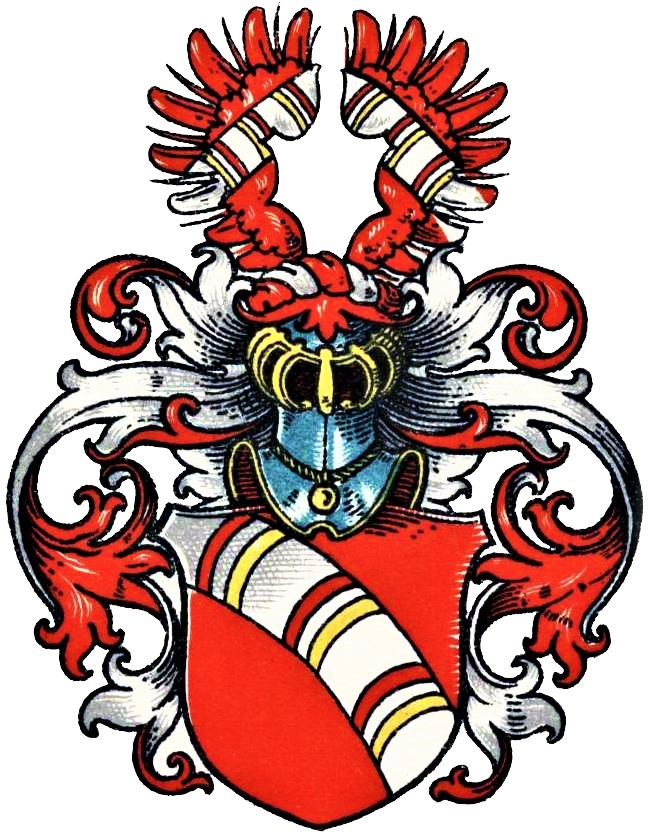
Wappen derer von Dumbsdorf im Wappenbuch des Westfälischen Adels

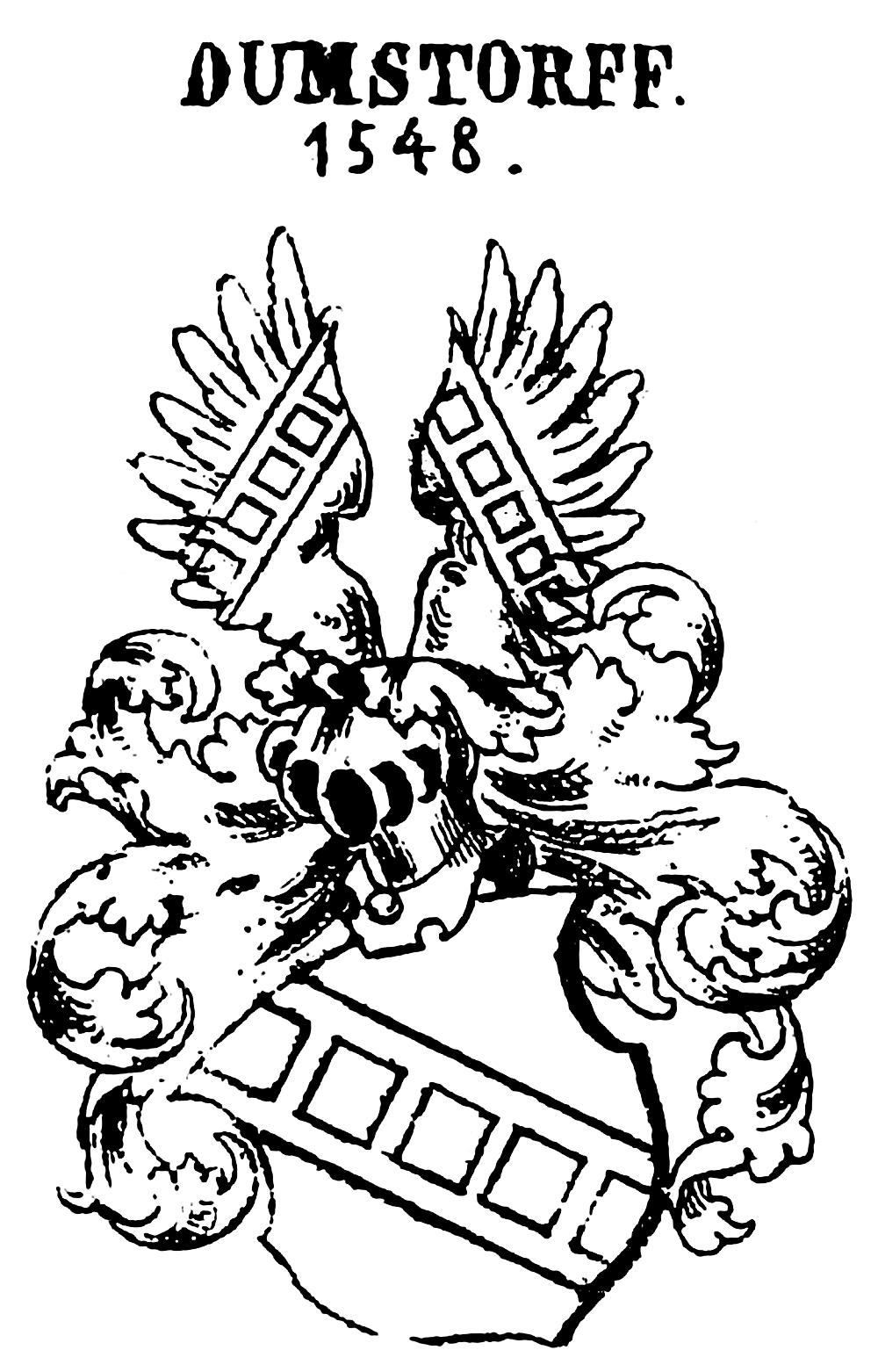
Wappen der baltischen Familie von Dumstorff in Siebmachers Wappenbuch

Dumbsdorf (auch: Dumpsdorff, Dumstorff, Dumstorp, Dummerstorpe o. ä.) ist der Name eines niedersächsisch-westfälischen Adelsgeschlechts.

## Geschichte
Das Geschlecht kam zuerst im Osnabrückschen und in der Stadt Osnabrück vor. Dort besaßen sie Dinne, Honebrucke (urkundl. 1330), Haaren, Harpenfeld, Herringhausen, Osthaus, Stederdorpe und Wellingen (alle 1350), Schloss Astrup (1402), Kuhhof (1556–1569) sowie die Steinburg in Bramsche-Hesepe. In Westfalen hatten sie Halstenbeck (Landkreis Halle) (1564–1723), Masthof (Kreis Warendorf) (1577), Nienburg (Kreis Ahaus) (1577), Rorup (1577), Steinhausen (Kirchspiel Halle) (1635–1714) und Wichlinghausen (1665) im Besitz. Ferner im Hannoverschen und Oldenburgischen den Eickhof in Haselünne-Andrup (1691–1781) und Harm (Amt Vechta) (1577) sowie in Ostpreußen Kuppen.
Anfang der 1440er Jahre verkaufte die Familie einen Hof nahe der Katharinenkirche in Osnabrück (Am Ledenhof) an einen Beginenkonvent. 1462 wurden die Schwestern in die Bruderschaft der Augustiner-Eremiten aufgenommen. Das so aus dem Beginenkonvent entstandene Augustinerinnenkloster Marienstätte wurde aufgrund des von der Familie Dumbsdorf erworbenen Hauses auch Haus Dumstorping genannt.
Ein Zweig der Familie war im 16. Jahrhundert in Livland und auf Ösel ansässig. Hermann von Dumstorff besaß bis ca. 1550 ererbte Güter in Jamerhan und Kudipe (später Kudhapäh). Er verstarb ohne Erben, war aber nicht der Letzte seiner Familie. Ein anderer Hermann von Domstorp war 1551 Zeuge in Alt-Pernau und 1555 Piltenscher Rath. Um 1600 war darüber hinaus ein Hans Dumpstorpf im Hapsalschen ansässig. Danach scheint die Linie in den Ostseeprovinzen erloschen zu sein, während die Familie in Niedersachsen und Westfalen fortbestand.
Ein Erttwin van Dumpstorp saß 1569 zu Kuhhof (Kohove). Der kaiserliche Hauptmann Johann von Dumbsdorf erwarb 1635 Schloss Steinhausen im Kirchspiel Halle, das auf seinen Sohn Johann Wilhelm von Dumbsdorf, kurkölnischer Drost zu Gronau, überging und von diesem 1714 an die von Ledebur verkauft wurde. Der münstersche Oberstleutnant Gerhard von Dumpstorp gelangte 1691 durch einen Vergleich an das Gut Eickhof in Haselünne-Andrup. Franz Wilhelm von Dumbsdorf lebte 1700. Sein Sohn Franz Ferdinand Friedrich von Dumbsdorf, Herr auf Halstenbeck, wurde 1723 kurkölnischer Kammerherr. Catharina Dorothea von Dumbsdorff verstarb 1784 in Kristiansand. Die Familie scheint damit oder wenig später erloschen zu sein.

## Persönlichkeiten
- Gertrud von Dumbsdorf, 1464/1474–1489 Äbtissin im Kloster Gehrden
- Johannes Dumpstorp, 1469 Pfarrer in Wachtendonk[11]
- Franz von Dumstorp (1485–1583), Komtur der Komturei des Deutschen Ordens in Bremen
- Erdwin von Dumbsdorf, 1573 Pfarrer in Ostercappeln[12]
- Hans Dumbsdorf, 1592–1594 Amtmann auf Pargel im heutigen Estland[13]
- Erdwin von Dumbsdorf († 1673), 1646 Obristwachtmeister in kaiserlichen Diensten, 1658 Kommandant von Rendsburg[14]

## Wappen
Blasonierung im Wappenbuch des Westfälischen Adels: In Rot ein silberner, nach oben etwas durchgebogener schrägrechter Balken, dreimal mit drei aneinander liegenden Streifen rot silbern golden, die regenbogenartig gestellt sind, belegt. Auf dem rot-silbern bewulsteten Helm ein offener roter Flug mit dem Balken abwärts nach außen geneigt. Die Helmdecken sind rot-silbern.
In Siebmachers Wappenbuch wird das Wappen basierend auf einem Siegel von 1548 abweichend nicht mit einem Balken mit Streifen, sondern mit einer schrägrechten, viersprossigen Leiter, die sich auf den Flügeln nach außen abwärts wiederholt, blasoniert und dargestellt, jedoch ohne Tingierung.